# Men of War
Men of War este o franciză de tactică care se bazează în primul rând pe Al Doilea Război Mondial.

## Legături externe
- Site web oficial